# 1. kinesisk-japanske krig
1. kinesisk-japanske krig (1. august 1894–17. april 1895) var en krig mellem Qing-dynastiets Kina og Meiji Japan om kontrollen over Korea. Den første kinesisk-japanske krig kom til at symbolisere degeneration og svækkelse af Qing-dynastiet og demonstrerede, hvor meget heldigere vestliggørelsen og moderniseringen havde været i Japan siden Meiji-restaurationen - end selvstyrelsesbevægelsen i Kina. Det væsentligste resultat var et skift i den regionale dominans i Asien fra Kina til Japan og i legitimiteten af både Qing-dynastiet og den klassiske kinesiske tradition. Det resulterede i 1911 i den kinesiske revolution.

## Baggrund
Krigen skyldtes kampen om overherredømmet i Østasien, men den ydre anledning var udbruddet af uroligheder i Korea, hvor Kina og Japan havde kæmpet om herredømmet siden Kristi fødsel. Ved traktat af 1876 anerkendte Japan Koreas uafhængighed; men da der 1885 udbrød uroligheder, blandede både Japan og Kina sig i striden og tvang kongen til at oprette en hær for at håndhæve ro; hvis hæren ikke var nok, skulle de to magter i forening træde hjælpende til. Da Revolutionspartiet i maj 1894 truede kongen, bad han Kina om hjælp. Kina sendte 4-5.000 mand til Korea uden at oplyse Japan derom. Mikadoen landsatte i juni en kombineret brigade i Che-mulpo og opfordrede Kina til sammen at oprette fred. Opfordringen blev afvist; Japan landsatte endnu en brigade og stillede Kina et ultimatum, om at yderligere afsendelse af kinesiske tropper til Korea blev betragtet som en krigserklæring. Da Kina ikke ville give efter, var krigen uundgåelig. Japan tvang endda kongen af Korea til at antage en japansk-sindet regering. 22. juli forlod den kinesiske gesandt Tokyo, og nye japanske tropper sendtes til Korea.

## Hærstyrker
Japanerne rådede over en fortræffelig uddannet og udrustet aktiv hær på en garde- og seks linjedivisioner: 4.000 officerer, 57.000 mand, 8.000 heste og en reserve på 97.000 mand. Flåden var højt udviklet med flere moderne krydsere med hurtigskydende kanoner.

## Krigens forløb
Kinesernes plan gik ud på at sætte japanerne i Korea under dobbelt ild ved at samle en hær ved Asan ad søvejen og en anden ved Pjon-Yang over land. Søtransporten samlede sig under dækning af fire krigsskibe i flådestationen Wei-hai-wei og forsøgte derfra at nå Asan; det lykkedes til dels. Transportdamperen »Kow Shing«, der sejlede under engelsk flag, blev dog opbragt af tre japanske krydsere, som efter forgæves at have opfordret kaptajnen til at overgive sig sendte den til bunds med en torpedo; af 1.220 ombordværende soldater overlevede kun 170.

### Japanerne erobrer Pyongyang
Japanerne havde 5. division under general Oshima stående ved Ghemulpo og Soul og besluttede først at gøre det af med kineserne i Asan under general Yen, inden de rykkede mod nord; 9. brigade angreb Yen 29. juli og tvang ham tilbage til Hong-tyn, hvorfra han øst om Soul slap til Pyongyang, uden at japanerne kunne forhindre det. De ville afvente forstærkning og sikre deres etapeforbindelser over Fusan og Gensan, før de fortsatte operationerne. Det gjaldt for dem først og fremmest om at hævde herredømmet til søs, hvorfor de forstærkede deres flåde, som inddeltes i to divisioner, der allerede 10. og 12. august viste sig uden for Port Arthur og Wei-hai-wei. Kort efter indtraf 3. division i Chemulpo, og general Nodsiu, som nu rådede over 27.000 mand, rykkede frem mod Pjon-Yang ved Tatong-floden. For at true kinesernes flanker landsattes en brigade ved flodens munding, som 20.—22. august fordrev dem fra Hwan-tsju, mens en anden brigade landsattes i Gensan. Først den 8. september fik den kontakt med kinesernes venstre fløj, og samme dag indtraf marskal Yamagata i Hwan-tsju for som overgeneral at lede hærens videre fremrykning. Efter flere kampe blev Tatong-floden overskredet, Pjon-Yang nåedes 15. september, og byen blev indesluttet og erobret den 16. Kun 6.000 mand, mest rytteri, undslap, mens 17.000 mand toges til fange, blandt andre chefen general Tso og de fleste kinesiske generaler. Yen faldt. Japanernes tab var 300 mand.

### Japanerne tager magten til søs
Den kinesiske flåde under admiral Ting havde fået ordre til at føre 5.000 mand til Tatong-flodens munding; men efter 15. september i Port Arthur at have fået meddelelse om uheldet ved Pjon-Yang, besluttede admiralen at landsætte tropperne ved Takushan vest for Yalu-flodens munding. Det lykkedes den 17. september, idet flådens 13 skibe dækkede udskibningen for anker 10 sømil mod syd. Her opdagedes de af den japanske flåde på 12 skibe under admiral Ito, som formerede to eskadrer, og kl. 12.30 begyndte kampen, der varede til kl. 17.00. Begge parter led meget (kinesernes tab var fem skibe og 1.000 mand, japanernes 400 mand), og ingen af dem vandt. Men til trods for at admiral Ito forlod valpladsen, og kineserne med transportflåden nåede tilbage til Port Arthur, blev slaget alligevel et nederlag for kineserne, dels fordi de havde mistet flere skibe, og de øvrige var så medtagne, at deres istandsættelse krævede lang tid, dels fordi japanerne allerede efter en måned havde udbedret skaden og blev ubetinget herre til søs, hvorefter de anlagde en kulstation på Elliot-øerne.
Til lands kom der foreløbig stilstand i operationerne, idet Yamagiata kun lod sit rytteri rykke frem til Yalu-floden, fordi en opstand var udbrudt i Korea, så 1½ division måtte dæmpe den; desuden måtte forsynings- og sanitetstjenesten først ordnes. I slutningen af september mobiliseredes II. armé (1. og 2. division) i Hiroshima under marskal Oyama; de vundne sejre havde gjort folket i høj grad offervilligt. I Kina herskede derimod lutter forvirring, hvorfor Japan begyndte at tænke på at angribe Peking; men forinden måtte halvøen Liaotung med flådestationen Port Arthur erobres, hvortil der, foruden I. armé (3. og 5. division) i Suk-Tshon, rådedes over II. armé (1. og 2. Division) i Hiroshima; III. armé (4. og 6. division) blev endvidere mobiliseret, og i Korea havde man 20.000 mand okkupationstropper.
Kineserne havde efterhånden samlet 38.000 mand under general Sung, deraf 5.000 mand i Takushan, trosset i Niu-tshuan og Gaiping, fortropper ved Yalu-floden, (Kiulendse og Wit-shu). I Port Arthur og Wei-hai-wei stod desuden 25.000 mand besætningstropper, og 50.000 mand var under formering i Peking.

### Japanerne erobrer Kiulendse
4. oktober begyndte general Nodsiu fremrykningen mod Yalu-floden, der er 900-1000 m bred, 25 km fra udløbet. Her fandtes 24. oktober et vadested, så dækningen kunne komme over, avantgarden fulgte i både om natten, og ved et skinangreb på Fushang blev kinesernes opmærksomhed afledt, så en pontonbro kunde slås for hovedstyrken, der gik over 26. oktober om morgenen. Hæren vendte sig imod Kiulendse, hvor general Sung med 16.000 mand havde forskanset sig. Efter tre timers kamp blev byen erobret, og kineserne flygtede i alle retninger fra deres lejr og 32 kanoner. Japanerne måtte derefter dele sig: 5. division gik mod nordvest ad vejen til Mukden, 3. division mod vest for at erobre Ju-jang-ting-passet på vejen til Niu-tshuan. Til erobring af flådestationen Port Arthur bestemtes II. armé.

### Kampene om Port Arthur
Flådestationen var så stærkt befæstet fra søsiden, at et flådeangreb på forhånd måtte opgives; et angreb fra landsiden lovede større resultat, da mange var rekrutter og befæstningsanlæggene svage; Kiutshan og Talienvan ca. 40 km nordøst for Port Arthur besat med henholdsvis 1.000 og 3.000 mand, vanskeliggjorde adgangen. Mens admiral Ito 16. oktober sejlede til Petshili-strædet for at rense farvandet, indskibedes II. armé (25.000 Mand) på 50 dampere og afgik, ledsaget af andre krigsskibe, til landgangsstedet, bugten øst for Talienvan, hvor transportflåden indtraf 23. oktober. For at demonstrere sejlede en brigade videre til Kiutshan, og begge steder begyndte næste dag landsætningen, der fuldførtes 28. oktober, uden at kineserne søgte at forhindre det. En brigade sendtes til Futsbou for at dække landgangskorpset mod angreb nord fra, mens rytterpatruljer tilvejebragte forbindelse med I. armé. Flåden cernerede Port Arthur fra søsiden og afbrød telegrafforbindelsen med Peking. 8. november blev Kiutshan og Talienvan erobrede, og marchen syd på begyndte, 1. og 2. brigade fra først nævnte og 12. brigade fra sidst nævnte by. Brigaden i Futshou blev stående og havde flere sammenstød med general Sungs tropper i Gaiping, som gik offensivt frem. 1. divisions fremrykning var på grund af terrænet og kinesernes modstand meget vanskelig, og først 19. november erobredes spærrefortet Siu-Tsheng 13 km nord for Port Arthur. Samme dag opstilledes fra en belejringspark, der 15. november var indtruffen (i alt 78 kanoner), skyts i batteri, og 20. november skød på forterne, så fodfolket kunne komme dem nær på 800 m.

## Port Arthur erobres
Ved daggry 22. november blev der blæst til storm, og kl. 16.00 var alle forter erobret, hvorefter byen blev angrebet samtidig med, at flåden løb ind i havnen og ødelagde kinesernes krigsskibe. Sejren var fuldstændig; 100 kanoner, 15.000 t stenkul og store forråd faldt i japanernes hænder. Deres tab var kun 500 mand, kinesernes 4-5.000 mand, men en del af besætningen undslap.

### Japanerne rykker nord på
Allerede 26. november brød Oyama op mod nord for at forene sig med I. armé, som imidlertid havde lidt meget af kulde og anstrengelser. 5. division havde 29. oktober nået Fen-huan-tseng, hvorfra kineserne flygtede, dels til Nju-tshuan, dels til Liao-jan-tshou, hvor general Nich stod med 10.000 mand. For at sikre sig mod den flankestilling måtte Nodsiu detachere 10. brigade derhen, som måtte kæmpe med mange vanskeligheder og først 24. og 25. november kastede kineserne ud fra Lan-tsu-shang, hvor efter den i begyndelsen af december vendte tilbage til Fen-huan-tseng, forfulgt af kinesisk rytteri. Hele 5. division rykkede der efter til Haitsheng. General Nodsiu afløste her marskal Yamagata, der var bleven syg. Imens havde 3. division forfulgt kineserne under general Mah over Tahu-shan til Yu-jang-ting, hvor 5.000 kinesere 12. december ydede modstand. De forjoges, og marchen fortsattes mod Haitsheng, som også erobredes, mens samtidig dele af II. armé var under fremrykning mod Gaiping.
General Sung, som bag Liao-ho-floden afventede japanernes ankomst for herfra at gribe offensiven, blev meget overrasket over sin modstanders raske fremrykning, men besluttede at standse ham ved et angreb på Haitsheng. Med 11.000 mand nåede han 18. december Kung-wassi 15 km vest for byen og tog stilling her, mens 3. division dagen efter skred til angreb efter en hård kamp (tab 434 mand) kastede kineserne uden dog at turde forfølge dem. General Sung samlede derpå sin hær på 34.000 mand i linjen Gaiping-Liao-jan-tshou, mens en reserve på 20.000 mand formeredes i Niu-tshuan.
10. januar 1895 nåede 1. division (general Nogi) Gaiping, fordrev 4.000 kinesere herfra; og slog ligeledes 10.000 mand, der rykkede frem fra In-tsu. Forbindelsen imellem I. og II. armé var således sikret, men operationerne standsede nu på grund af kulde og (1. januar havde japanerne 18.000 mand syge) mangel på forplejning, da havnene var tilfrosne. Også i Korea var forholdene meget vanskelige, idet der atter var udbrudt oprør.

### Japanerne angriber Wei-hai-wei
Imidlertid var III. armé blevet krigsberedt og kunne have været ført til krigsskuepladsen, hvis ikke de fleste af havnene havde været tilfrosne. Japan, som fik at føle, at de europæiske magter ønskede krigen endt snarest muligt, besluttede derfor at udnytte tiden og at vælge et nyt mål nemlig Wei-hai-wei, hvor den kinesiske flåde opholdt sig. Dens ødelæggelse var af stor vigtighed, da denne flådestation med sin fortræffelige havn (der fandtes dog ingen dok som i Port Arthur) var stærkest befæstet fra søsiden, og den svage landbefæstning kun var forsvaret af 11.000 mand (deraf kun 6.000 øvede) under general Taj, besluttedes angrebet ført herimod. III. armé (4. og 6. division med tilsammen 27.000 mand) indskibedes 10. januar i 35 transportdampere, som først sejlede til Talienvan, medens krydserne tilslørede foretagendet ved fra 8. januar at krydse i Petshili-strædet og at sætte kystbyerne i skræk.
Således angrebes 18.-19. januar Teng-Tshu-fu, hvor 2000 mand landsattes. De overskar telegrafforbindelsen med Wei-hai-wei. Også mod Tshifu demonstreredes. I Talienvan forstærkedes landgangshæren med 1. brigade og belejringsparken, og marskal Oyama fik overbefalingen over den. 19. januar afsejlede 1. echelon (hovedsagelig fodfolk) og førtes under admiral Itos dækning til Shuntsheng-bugten syd for Kap Shan-tung. Den nåedes 20. januar. Kl. 3 morgen i 20 °C frost og stærk storm, men straks blev landsætningen igangsat, efter at krigsskibene havde bragt et batteri til tavshed og forjaget besætningen. Allerede 21. januar aften var begge divisioner med alle heste i land, og samme dag indtraf 2. echelon (artilleriet), mens 2. brigade landsattes ved Nin-hou-tshou vest for Wei-hai-wei for at afskære kineserne tilbagetoget mod vest. Hæren rykkede nu rask frem og forsøgte allerede 26. og 27. januar at tage nogle af forterne ved overrumpling, hvilket dog mislykkedes; efter at belejringsskyts 30. januar var kommet i stilling, blev de imod sydvest liggende forter erobret med flådens understøttelse. Næste dag rejste sig en heftig storm, så flåden med undtagelse af nogle krydsere måtte søge læ i Shuntseng-bugten. Først 2. februar slog vejret om, og flåden kom atter til stede, hvorefter den åbnede et bombardement på søbefæstningerne, mens 4. division og 2. brigade fik ordre til at storme byen og de østlige landforter, hvilket lykkedes 3. februar. Søbefæstningerne på øer, holdt sig derimod, idet kineserne forsvarede sig tappert. Natten mellem 4.-5. februar gjorde japanske torpedobåde et angreb på den i havnen liggende flåde, under hvilket to skibe boredes i sænk. Kampen varede endnu til 12. februar, da admiral Ting omsider tilbød at kapitulere. Inden kapitulationens afslutning aflivede han sig lige som to andre marineofficerer og general Taj. Først 14. februar løb japanernes flåde ind i havnen og tog hele flådestationen samt 10 kinesiske krigsskibe i besiddelse.

### Afbrudte fredsforhandlinger og fortsat japansk fremgang
Allerede fra årets begyndelse havde det kinesiske kronråd (Tsunglijamen) indledt fredsforhandlinger; men de afbrødes 12. februar, og imidlertid fortsattes krigsføringen ved Liao-ho-floden, idet kineserne gentagne gange med stor styrke angreb 3. division i Hai-tsheng (17. og 22. januar, 16. og 21. februar). Efter at Wei-hai-wei var erobret, optog japanerne operationerne, Nodsiu angreb 28. februar kineserne og kastede dem tilbage på Nju-tshuan, så han 1. marts nåede Maitsu, mens 1. division kom til In-tsu og 3. division dagen efter til Liao-jan-tshou, hvorfra den dog straks vendte tilbage. 4. marts beordredes In-tsu og Nju-tshuan angrebne, hvilke punkter general Sung endnu holdt besat med 28.000 mand. Der kæmpedes hårdnakket begge steder, så Nju-tshuan først kl. 23.00 faldt i japanernes hænder, idet kineserne mistede 2.400 mand og 20 kanoner. Sung tog derpå med ca. 11.000 mand stilling ved Thien-tshuan-tai, idet den kraftige modstand i In-tsu havde hindret japanerne i at afskære ham tilbagetoget. Nodsiu forfulgte med 1. og 5. division, tilføjede Sung 9. marts et nyt nederlag og sprængte efterhånden hele hans hær fra hinanden« så at vejen til Peking nu lå åben for japanerne. Nodsiu udnævntes til feltmarskal.

### Formosa erobres af japanerne
Imidlertid var Li-Hung-Ghang 19. marts kommet til Shimonoseki med fornøden fuldmagt til at slutte våbenstilstand, og den kom også i stand 31. marts, hvortil den omstændighed bidrog, at en fanatiker 24. marts sårede den kinesiske udsending med et pistolskud. Operationerne skulle hvile i provinserne Liao-tung, Petshili og Shan-tung til 21. april, mens krigen andetsteds kunne fortsættes. Denne undtagelse hidrørte fra, at japanerne endnu ønskede at erobre Formosa. 23.-24. marts toges Pescadores-øerne, uden at Kinas sydlige flåde gjorde noget forsøg på at hindre det, og derefter landsattes tropper af III. armé på Formosa. Ellers standsede krigen; kun bombarderedes 27. marts Haj-tshu, en havn 300 km nordøst for Nanking, og de der landsatte tropper tilføjede kineserne store tab. Man ville derfra angribe kejserkanalen, hvortil IV. armé under prins Komatsu holdtes rede i Hiroshima.

## Fredsaftalen
Præliminærfreden af 17. april endte krigen. Kina anerkendte Koreas uafhængighed og afstod Pescadores-øerne, Formosa og halvøen Liaotung; det forpligtede sig endvidere til at betale 200 mio. tael i krigsskadeerstatning og til at afslutte en handelstraktat med Japan. Det okkuperede område skulle i øvrigt straks rømmes med undtagelse af Wei-hai-wei, der kunne holdes besat, til de første 100 mio. tael var betalte.
Da Rusland ikke kunde godkende disse betingelser, henvendte det sig til Frankrig og Tyskland for i fællesskab at tvinge Japan til eftergivenhed. 23. april overrakte de tre magters gesandter en note i Tokyo med protest mod Liaotungs afståelse. Japan turde ikke lade det komme til krig og erklærede sig 5. maj beredt til at falde til føje iod at få 70 mio. mere i krigsskadeerstatning, hvorefter freden ratificeredes 8. maj.